# Richard Dale
Richard Dale (ur. 1756, zm. 1826) – oficer Marynarki Wojennej USA, uczestnik walk przeciwko Brytyjczykom, następnie dowódca marynarki wojennej na Morzu Śródziemnym w I wojnie berberyjskiej.

## Życiorys
Do służby wstąpił w wieku 12 lat, a po raz pierwszy okrętem dowodził w wieku lat 19. W 1776 roku został porucznikiem w marynarce Wirginii, a wkrótce potem został schwytany i osadzony w brytyjskim więzieniu w Norfolk, gdzie niektórzy z jego dawnych szkolnych kolegów rojalistów namówili go do służby po stronie brytyjskiej. Został ranny w starciu z amerykańskimi okrętami i w czasie rekonwalescencji postanowił walczyć po stronie amerykańskiej.
Po ogłoszeniu deklaracji niepodległości 4 lipca 1776 roku został midszypmenem na amerykańskim American brygu USS Lexington. Okręt został zdobyty w 1777 roku u wybrzeży Francji przez angielski kuter HMS Alert. Dale został osadzony w więzieniu w Plymouth razem z całą załogą USS Lexington, którą oskarżono o zdradę stanu, ale uciekł z wieloma współwięźniami. W lutym 1778 roku został ponownie aresztowany, znów uciekł w przebraniu brytyjskiego oficera marynarki do Francji, gdzie dołączył do eskadry Johna Paula Jonesa. Jones wkrótce mianował go pierwszym porucznikiem na USS Bonhomme Richard. Dale walczył w bitwie z HMS Serapis 23 września 1779 roku, w której został ranny. Następnie służył na USS Alliance i USS Ariel.
Dale powrócił do Filadelfii 28 lutego 1781 roku i został przydzielony do USS Trumbull. Ten okręt został utracony już w sierpniu w starciu z HMS Iris i HMS Monk. Dale został po raz trzeci ranny w walce. Dale został w listopadzie wymieniony z grupą jeńców, następnie służył jako kaper oraz oficer marynarki handlowej do końca wojny.
W 1794 roku został kapitanem, ale do roku 1801 pozostawał poza aktywną służbą. W tym roku otrzymał dowództwo nad szwadronem wysłanym na Morze Śródziemne do walki z trypolitańskimi piratami porywającymi amerykańskie statki handlowe dla okupu. Wojna została wypowiedziana Stanom Zjednoczonym 14 maja 1801 roku, a sześć dni później prezydent Thomas Jefferson wydał rozkaz dla floty, nakazując wyruszenie na Morze Śródziemne. Prawdopodobnie decyzję o wysłaniu floty podjęto jeszcze przed otrzymaniem informacji o wypowiedzeniu wojny przez paszę Trypolisu. Dale otrzymał trzy fregaty (USS President, USS Philadelphia, USS Essex) i szkuner USS Enterprise. Zadaniem oddziału Dale'a było patrolowanie akwenu, ochrona amerykańskich statków i blokada portu w Trypolisie. 1 sierpnia 1801 roku USS Enterprise został zaatakowany przez piratów i stoczył jedyną w okresie dowództwa Dale'a potyczkę z trypolitańskim okrętem Triopoli, w której Amerykanie odnieśli zwycięstwo bez strat. Pod wpływem tego zwycięstwa Kongres pozwolił na użycie floty do działań bojowych. Na stanowisku dowódcy eskadry śródziemnomorskiej Dale'a zastąpił kmdr. Richard Valentine Morris.
W kwietniu 1802 roku Dale wrócił do USA, gdzie wydano mu polecenie powrotu na Morze Śródziemne, ale on odmówił i odszedł ze służby na emeryturę.
Zmarł 26 lutego 1826 roku w Filadelfii.